# Navales
Navales település Spanyolországban, Salamanca tartományban. Navales Anaya de Alba, Éjeme, Alba de Tormes, Aldeaseca de Alba, Valdecarros és Larrodrigo községekkel határos. Lakosainak száma 311 fő (2024).

## Népesség
A település népessége az elmúlt években az alábbi módon változott:
| Lakosok száma | 384  | 364  | 357  | 348  | 337  | 335  | 322  | 325  | 315  | 311  |
|               | 2001 | 2004 | 2007 | 2009 | 2012 | 2014 | 2017 | 2019 | 2022 | 2024 |